# Hayner
Hayner William Monjardim Cordeiro (Serra, 2 de outubro de 1995), conhecido simplesmente como Hayner, é um futebolista brasileiro que atua como lateral-direito. Atualmente joga pelo CRB, emprestado pelo Santos.

## Carreira

### Início
Hayner iniciou como juvenil do Rio Branco-ES. No clube, fez sua estreia no time principal em 1º de fevereiro de 2014, entrando no segundo tempo na derrota por 2 a 0 para o Atlético Itapemirim, na Série B do Campeonato Capixaba .
Durante seu primeiro ano ficou boa parte do tempo na reserva, mas se tornou titular regular durante a campanha de 2015, quando o clube venceu o Campeonato Capixaba. Marcou seu primeiro gol como profissional durante a competição, marcando o segundo de seu time em uma vitória em casa por 2 a 1 sobre o Vitória-ES em 7 de fevereiro daquele ano.

### Bahia
Em 19 de junho de 2015, Hayner foi anunciado no Bahia, que estava na Série B, junto com seu companheiro de equipe do Rio Branco, João Paulo, sendo inicialmente designado para o time sub-20. Fez sua estreia pelo time principal em 19 de agosto, começando em uma vitória em casa por 1 a 0 sobre o Sport Recife, pela Copa Sul-Americana daquele ano.
Em 26 de janeiro de 2016, Hayner renovou seu contrato com o Bahia até maio de 2017, sendo definitivamente promovido ao elenco principal. Atuou regularmente durante o Campeonato Baiano de 2016 e marcou três gols durante a competição. Hayner ainda chegou a fazer seis jogos pelo Bahia na Segundona.

#### Empréstimo ao Náutico
Em 10 de agosto de 2016, após ser afastado do time principal do Bahia pelo técnico Guto Ferreira, Hayner foi emprestado ao também clube da Série B Náutico até o final do ano. No entanto, ele só atuou em uma partida pelo clube durante todo o seu período, jogando apenas 45 minutos (primeiro tempo) da derrota de 4 a 3 para o Sampaio Corrêa, no Maranhão, válido pela Série B.

#### Empréstimo ao Paysandu
Em 17 de fevereiro de 2017, Hayner foi apresentado ao Paysandu por empréstimo até o fim da temporada. Opção regular durante o Campeonato Paraense, geralmente esteve como reserva de Ayrton durante a Série B.

### Novorizontino
Em 3 de janeiro de 2018, Hayner foi apresentado no Novorizontino, após seu contrato com o Bahia expirar. Sendo uma opção reserva, ele jogou apenas duas vezes pelo clube.

### Louletano
Em agosto de 2018, Hayner se transferiu para o exterior e se juntou ao Louletano, da quarta divisão do Campeonato de Portugal. Sendo titular, ele marcou cinco gols em 32 partidas durante sua passagem pelo clube, que terminou em nono na competição.

### Cuiabá
Hayner retornou ao Brasil em 3 de janeiro de 2020, após ser anunciado no Cuiabá, na época na segunda divisão. Em 18 de junho, após se tornar titular, ele renovou seu contrato, e participou de 19 partidas da liga, quando o clube alcançou sua primeira promoção à Série A.

### Azuriz
Em janeiro de 2021, Hayner foi convocado para o elenco do Azuriz para sua estreia no Campeonato Paranaense.

#### Empréstimo ao Sport Recife
Em 18 de maio de 2021, Hayner foi anunciado por empréstimo ao Sport Recife, da primeira divisão. Fez sua estreia doze dias depois, começando em um empate fora de casa por 2 a 2 contra o Internacional. Hayner iniciou desbancando o titular e capitão Patric no início do Brasileiro, mas aos poucos foi perdendo espaço.
Em dezembro de 2021, após o rebaixamento do Sport, Hayner deixou o clube, após 24 partidas pelo Leão.

#### Empréstimo ao Atlético Goianiense
Em 21 de fevereiro de 2022, o Atlético Goianiense acertou com a contratação de Hayner para a temporada. Sendo uma segunda escolha atrás de Dudu, ele novamente sofreu o rebaixamento na primeira divisão.

#### Empréstimo para o Dnipro-1
Em janeiro de 2023, Hayner se mudou para o exterior e se juntou ao Dnipro-1, da Premier League ucraniana. Começou como titular, mas perdeu espaço no elenco do time ucraniano.
Pelo clube, o atleta atuou em jogos da Conference League. Ao todo, fez 17 partidas - seis delas desde o início e a última vez que atuou foi em 4 de junho.

#### Empréstimo para o Coritiba
Em 2 de agosto de 2023, Hayner retornou ao Brasil após ser contratado pelo Coritiba por empréstimo. Reserva de Natanael, ele atuou em apenas oito partidas, já que o clube também sofreu rebaixamento.

#### Empréstimo para o Santos
Em 29 de dezembro de 2023, Hayner foi anunciado no Santos por empréstimo de um ano. Fez sua estreia pelo clube no dia 20 de janeiro de 2024, substituindo o também estreante Aderlan na vitória por 1 a 0 fora de casa sobre o Botafogo-SP.
Hayner marcou seu primeiro gol pelo Peixe em 11 de fevereiro de 2024, marcando o gol de abertura em um empate por 2 a 2 fora de casa contra o Mirassol. Apesar de ter sido eleito o melhor lateral-direito do Campeonato Paulista de 2024, ele foi frequentemente utilizado no outro flanco durante a competição, mas posteriormente perdeu sua vaga de titular em ambos os lados para o jovem JP Chermont na direita, e para o recém-contratado Gonzalo Escobar na esquerda. Na reta final da Série B, retomou a posição de titular e foi campeão da competição. Em 2024, disputou 36 partidas com a camisa do Peixe e fez um gol.
Em 2025, o lateral direito entrou em campo apenas duas vezes, ambas saindo do banco de reservas.

#### Empréstimo para o CRB
No final de fevereiro de 2025, foi anunciado seu empréstimo ao CRB até o fim da temporada.

### Títulos
Rio Branco-ES
- Campeonato Capixaba: 2015

Atlético Goianiense
- Campeonato Goiano: 2022[38]

Santos
- Campeonato Brasileiro - Série B: 2024

Individual
- Seleção do Campeonato Paulista: 2024[39]